# Mende (grupa etniczna)
Mende (Mendé, Mendi, Kossa) – największa grupa etniczna w Sierra Leone, obecna również w sąsiadujących państwach – Liberii i Gwinei. Mende należą do większej grupy ludów Mande, które żyją rozproszone po całej Afryce Zachodniej. Tradycyjnym zajęciem jest rolnictwo. Mende posiadają także rozwinięte tradycje rzemieślnicze – głównie tkactwo, plecionkarstwo i rzeźba w drewnie. Populację Mende szacuje się na ponad 2 miliony.
Posługują się językiem mende, z grupy językowej mande.